# 粉嘴鰹鳥
粉嘴鰹鳥（學名：Papasula abbotti），又名阿波特鰹鳥，是一種瀕危的鰹鳥。牠們只分佈在聖誕島，是阿波特鰹鳥屬唯一種。其名字是紀念於1892年在聖母升天島發現牠們的William Louis Abbott。

## 特徵
粉嘴鰹鳥長約79厘米，重約1.4公斤。牠們是黑白色的，與其他同區內的鰹鳥有明顯分別。牠們到了8歲才能繁殖，每兩年才會繁殖一次，估計壽命達40年。

## 分佈及棲息地
粉嘴鰹鳥以往也會在印度洋島嶼上繁殖，但現只會在聖誕島上繁殖。牠們只會在聖誕島附近的海域上出沒。在南太平洋曾發現牠們的化石。

## 行為

### 繁殖
粉嘴鰹鳥在雨林之內築巢，約於6月或7月就會產蛋，每次只產一隻蛋。雛鳥成長得很慢，要約半年後才可以飛行，需要父母照顧約230天。

### 食性
粉嘴鰹鳥吃魚類及魷魚，雛鳥則會吃牠們反芻出來的食物。

## 保育
大部份粉嘴鰹鳥的棲息地都被1960年代及1970年代的磷礦所破壞，牠們現正處於瀕危狀況。牠們的數量估計只有約3000隻，且正在下降。在聖誕島，颱風、棲息地減少及長角捷蟻都是牠們生存的威脅。在海上，過度捕漁及海洋污染都令牠們的數量下降。